# Roland Scrivers

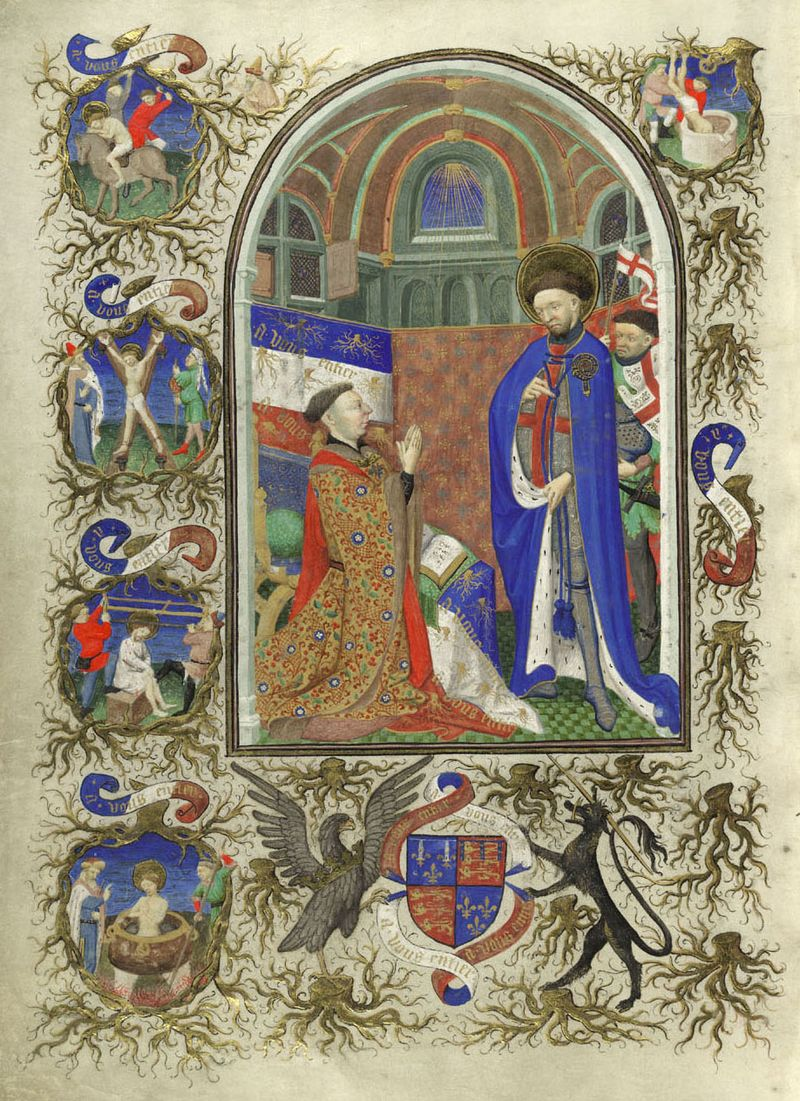
Hofhouding van Jan van Bedford in Parijs.

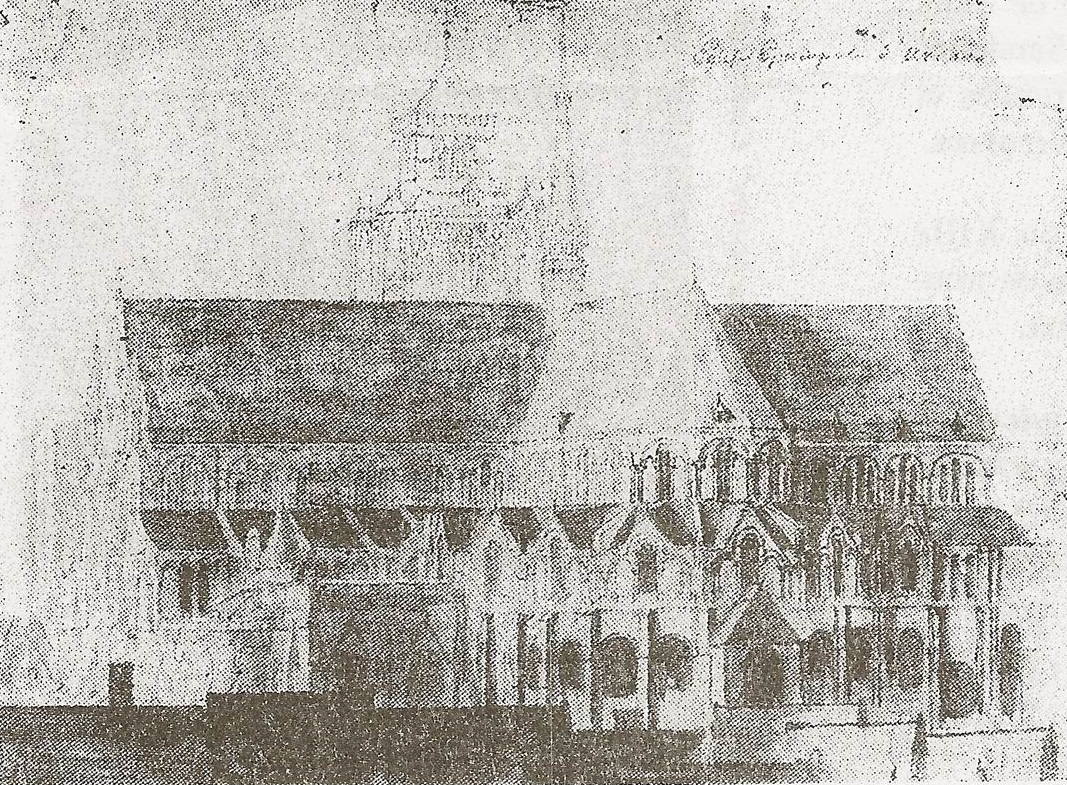
Voormalige kathedraal Notre-Dame-en-Cité in Atrecht.

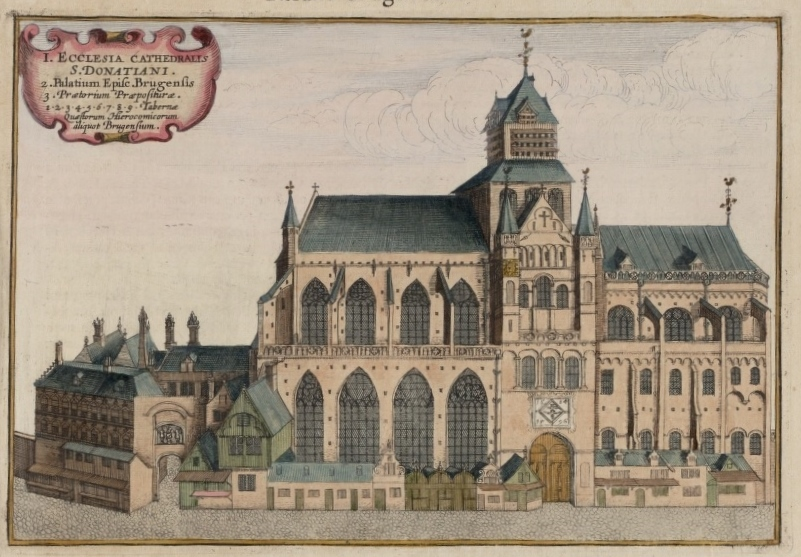
Voormalige kapittelkerk van Sint-Donaas in Brugge

Roland Scrivers, ofwel (Latijn) Rolandus Scriptoris of (Frans) Roland l'Ecrivain ( ? - 1469) leefde in de 15e eeuw. Hij was arts, waarzegger en kanunnik in het hertogdom Bourgondië (15e eeuw). Zelf noemde hij zich arts uit Lissabon of (Latijn) phisicus Ulixbonensis.

## Levensloop
Zijn vader was Jacques l'Ecrivain en zijn moeder was Beatrix Gonsalva; vermoedelijk was zijn moeder uit Lissabon afkomstig. Scrivers studeerde Artes en geneeskunde aan de Sorbonne-universiteit van Parijs. In 1424 studeerde hij er af als arts. Hij werd docent aan dezelfde universiteit en was 3 jaar decaan van de faculteit geneeskunde (1427-1430). In die hoedanigheid werd hij om medische adviezen gevraagd aan het hof van Jan van Bedford. Deze Engelse prins was regent van Frankrijk en verbleef in Parijs. Jan van Bedford was geallieerd met het hertogdom Bourgondië. Scrivers combineerde geneeskunde met astrologie. Hij had een opvliegend karakter. Zo ruziede professor Scrivers in Parijs met de theologen over de meest geschikte dag in de maand om aderlatingen te doen, of om laxativa in te nemen. Vaak moest een bemiddelaar tussen komen bij de twistende professoren. 
Daarnaast bekwaamde Scrivers zich in de astrologie en de wiskunde, 2 wetenschappen die in die tijd verwant waren. Scrivers was tevens kanunnik in de hofkapel van de Engelse prins, namelijk de Sainte-Chapelle in Parijs.
De carrière van Scrivers nam een wending in 1437. Filips de Goede, hertog van Bourgondië, wierf Scrivers aan als hofarts. Scrivers zou dit blijven doen tot zijn dood in 1469. Scrivers ontwikkelde meerdere theorieën over geomantiek en wichelarij. Met zijn kennis van de astrologie imponeerde hij de hertog van Bourgondië. Hertog Filips de Goede beloonde hem met meermaals voor de geleverde waarzeggerij. Zo kreeg Scrivers het ambt van kanunnik van de kathedraal Notre-Dame-en-Cité in Atrecht. Deze kathedraal bestaat vandaag niet meer, maar was toen een welvarende kapittelkerk. Dit kon ook gezegd worden van de kapittelkerk van Sint-Donaas in Brugge. Scrivers werd kanunnik van deze kerk, met bijhorende Sint-Donaasproosdij met eigen inkomsten. Scrivers maakte een kerkelijke carrière en werd aartsdiaken van Atrecht respectievelijk deken van Sint-Donaas.
Filips de Goede schafte Scrivers' status van buitenechtelijk kind af. De hertog deed dit in 1460. 
Waarschijnlijk stierf Scrivers in het jaar 1469, alleszins kort nadat Karel de Stoute hertog van Bourgondië werd.

## Enkele geschriften
- Reductorium Physionomiae. Een medisch werk, geschreven in Parijs.
- Compilatorium sive Aggregatorium totius artis geomanciae ad astroniam redactae. Een allesomvattend werk over wichelarij en astrologie.
- Aggregatorium sive Compendium artis arismetricae. Een wiskundig werk.
- Quadripartitum numerorum de Johannes de Muris. Een wiskundig werk.